# Villa de la Quebrada
Villa de la Quebrada är en ort i Argentina.   Den ligger i provinsen San Luis, i den centrala delen av landet, 800 km väster om huvudstaden Buenos Aires. Villa de la Quebrada ligger 856 meter över havet och antalet invånare är 523.
Terrängen runt Villa de la Quebrada är varierad. Närmaste större samhälle är La Punta, 18,8 km söder om Villa de la Quebrada. 
Omgivningarna runt Villa de la Quebrada är i huvudsak ett öppet busklandskap. Trakten runt Villa de la Quebrada är nära nog obefolkad, med mindre än två invånare per kvadratkilometer.